# 셔터 (2004년 영화)
《셔터》(태국어: ชัตเตอร์ กดติดวิญญาณ, 영어: Shutter)는 태국에서 제작된 반쫑 삐산타나꾼과 팍품 웡품 감독의 2004년 초자연 공포 영화이다. 아난다 에버링햄 등이 출연하였고, 파이분 담롱차이탐 등이 제작에 참여하였다.
2008년 동명의 영어 리메이크 작품이 개봉하였다. 인도에서도 《클릭》이라는 제목으로 리메이크되었다.

## 출연
- 아난다 에버링햄 - 턴 역
- 나타위라눗 통미 - 제인 역

## 우리말 녹음
KBS 성우진 (2007년 6월 2일)
- 유동균 - 턴(아난다 에버링엄)
- 오수경 - 제인(나타위라눗 통미)
- 조동희 - 티(카촘삭 나루에빠트르)
- 사성웅 - 톤(운노프 찬파이블)
- 정현경 - 톤의 아내(차츠차야 차렘폴)
- 김규식 - 잡지사 사장(아피챠트 츄사쿨)
- 최문자 - 나트레의 엄마(바사나 찰라콘)
- 홍승섭 - TV 방송 해설(수티퐁 비바쿨) / 교수
- 변현우 - 의사(마놉 분이파스)
- 권연희 - 누츠(파니탄 마빅하크)
- 최창석 - 기자(빈 키치아콘퐁)